# Timo Tagaloa
Timo Daniel Lawrence Tagaloa (Auckland, 17 de octubre de 1964) es un ex–jugador samoano de rugby nacido en Nueva Zelanda que se desempeñaba como wing.

## Selección nacional
Fue convocado a Manu Samoa por primera vez en abril de 1990 para enfrentar a Corea del Sur y disputó su último partido en octubre de 1991 ante el XV del Cardo. En total jugó nueve partidos y marcó seis tries para un total de 24 puntos (un try valía 4 puntos hasta 1993).

### Participaciones en Copas del Mundo
Solo disputó una Copa del Mundo; Inglaterra 1991 donde Manu Samoa venció a los Dragones rojos y a los Pumas en fase de grupos, consiguiendo el pase a los cuartos de final y allí serían eliminados por la Escocia liderada por Gavin Hastings y John Jeffrey. Tagaloa jugó todos los partidos y les marcó dos tries a los sudamericanos.
| Mundial                       | Sede       | Resultado        | PJ | Tries |
| ----------------------------- | ---------- | ---------------- | -- | ----- |
| Copa Mundial de Rugby de 1991 | Inglaterra | Cuartos de final | 4  | 2     |

## Palmarés
- Campeón de la Mitre 10 Cup de 1984.